# NGC 5283
NGC 5283 је лентикуларна галаксија у сазвежђу Змај која се налази на NGC листи објеката дубоког неба.
Деклинација објекта је + 67° 40' 23" а ректасцензија 13h 41m 5,7s. Привидна величина (магнитуда) објекта NGC 5283 износи 13,5 а фотографска магнитуда 14,5. Налази се на удаљености од 41,4000 милиона парсека од Сунца. NGC 5283 је још познат и под ознакама UGC 8672, MCG 11-17-7, MK 270, CGCG 317-6, NPM1G +67.0098, PGC 48425.